# Welt

Welt Logo

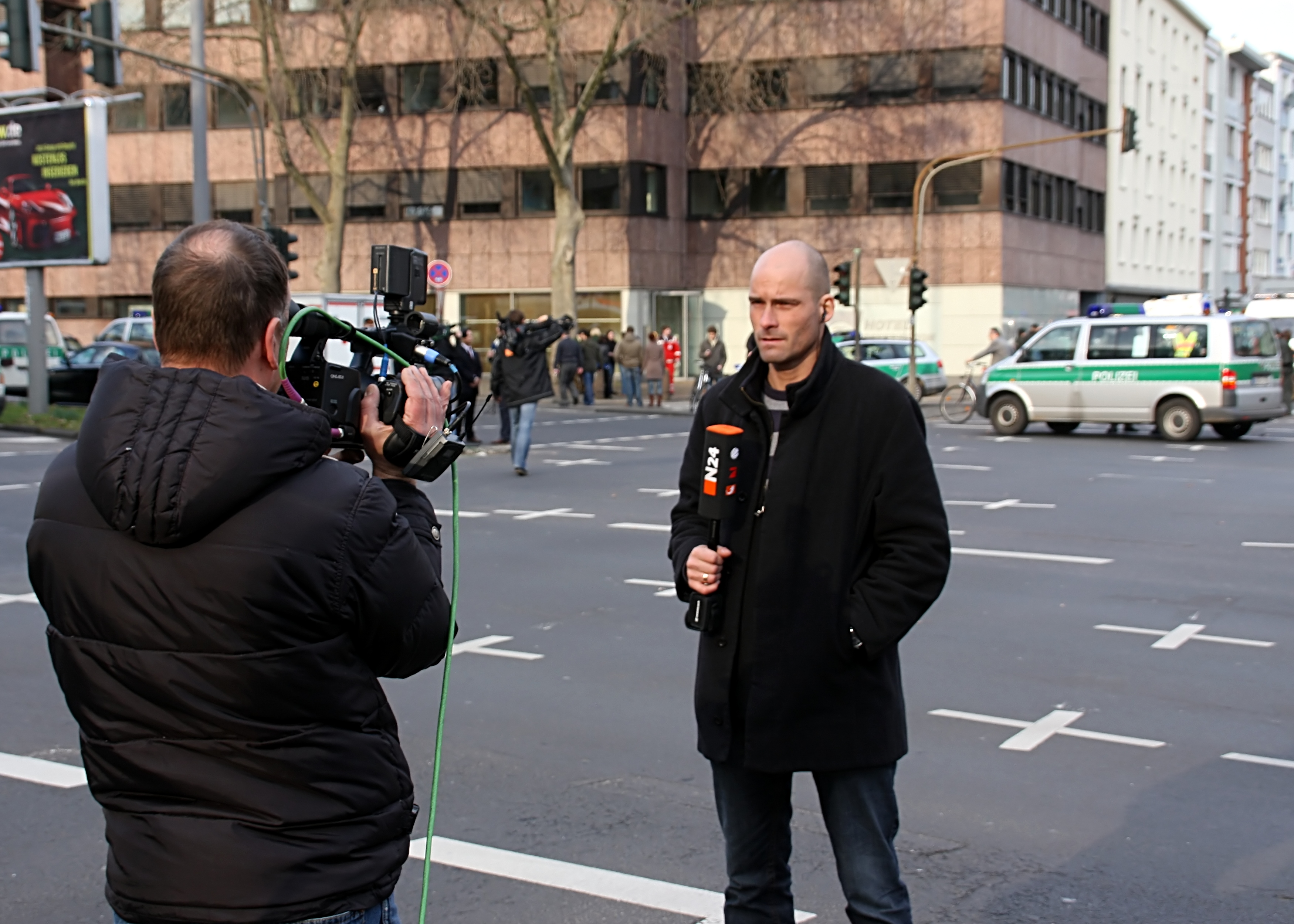
N24台新聞報導員

Welt（譯為“世界”），是由德國WeltN24 GmbH所擁有的電視新聞頻道，原頻道名稱為N24。其節目除新聞外，還会播出資訊娛樂、記錄片、財經资讯等节目。Welt也是RTL集團旗下的N-tv之主要競爭者。
2018年1月18日，頻道名稱更改為現名。

## 外部連結
- weltN24主頁（页面存档备份，存于） （德文）